# Quercus lyrata
Quercus lyrata (Walter, 1788) è una specie di quercia nativa del Nord-America, appartenente alla famiglia delle Fagaceae.
È originaria delle zone umide delle grandi pianure negli Stati Uniti orientali e centro-meridionali, negli stati costieri dal New Jersey al Texas, nell'entroterra fino all'Oklahoma, Missouri e Illinois.